# Malya
Malya è una circoscrizione mista (mixed ward) della Tanzania situata nel distretto di Kwimba, regione di Mwanza. Conta una popolazione di 15 437 abitanti (censimento 2012).